# Uherské Hradiště (huyện)
Huyện Uherské Hradiště (tiếng Séc: Okres Uherské Hradiště) là một huyện (okres) nằm trong vùng Zlín của Cộng hòa Séc. Huyện Uherské Hradiště có diện tích 991 km², dân số năm 2002 là 143763 người. Thủ phủ huyện đóng ở Uherské Hradiště. Huyện này có 78 khu tự quản.

## Các khu tự quản
Huyện Uherské Hradiště có 78 khu tự quản sau: